# 劉伯姫
劉 伯姫（りゅう はくき、生没年不詳）は、中国の後漢の初代皇帝光武帝（劉秀）の妹。荊州南陽郡蔡陽県（湖北省棗陽市）の人。後漢建国の功臣李通の妻。兄の即位後に寧平長公主（または寧平公主）に封じられた。父は劉欽。母は樊嫺都。姉は劉黄・劉元。兄は劉縯・劉仲・劉秀。子は李音・李雄だが、いずれも伯姫の子かは不明である。以下、本記事では「伯姫」とする。

## 事跡
地皇3年（22年）末の小長安聚（南陽郡育陽県）の戦いで、兄の劉縯らの軍が新軍に大敗した際、伯姫は劉秀に救われ、共に騎乗して逃走する。途中、2人は姉の劉元とその3人の娘を見つけたが、劉元が足手纏いを恐れて救助を断り、劉元とその娘たちは新軍の犠牲となってしまった。
更始2年（24年）2月、李通が更始帝（劉玄）から西平王 に封じられ、荊州の鎮撫を命じられると、伯姫は李通の妻となった。建武元年（25年）6月、劉秀が光武帝として即位し、洛陽を京師とすると、陰麗華が侍中傅俊によって迎えられ、姉の劉黄と共に伯姫も諸々の宮人と洛陽に至る。李通も召されて劉秀の下に参じている。建武2年（26年）、伯姫は寧平長公主に封じられた。
その後の伯姫の事跡は定かではないが、特にそれ以上の史書の記述が見当たらないため、政界に関与しなかった可能性が高い。夫の李通も、光武帝の義弟という身分を得たものの、常に謙虚で慎み深く、権力からは遠ざかる意思が強かった。

## 関連記事
- 新末後漢初